# Boeing Phantom Eye
Boeing Phantom Eye je bezpilotní průzkumný letoun s pohonem motoru na kapalný vodík s charakteristikami HALE (High Altitude, Long Endurance). Letoun se vyznačuje vysokou operační výškou letu a dlouhou vytrvalostí. Letoun je vyvíjen zvláštním oddělením Boeing Phantom Works.
Při prvním letu 1. června 2012 se letounu při příliš prudkém přistání poškodil podvozek.
Nový let 25. února 2013 proběhl bez problémů.

## Specifikace

### Technické údaje
- Posádka: 0
- Rozpětí: 46 m
- Délka:
- Výška:
- Nosná plocha:
- Hmotnost prázdného stroje:
- Vzletová hmotnost: 4445 kg
- Pohonná jednotka: 2x 2.3L 150 koní

### Pohon
Letoun používá nový systém pohonu na kapalný vodík, s  nímž měl mít vytrvalost až 4 dny.

### Výkony
- Maximální rychlost: 321 km/h (200 kts)
- Cestovní rychlost: 241 km/h (150 kts)
- Pádová rychlost:
- Dolet:
- Dostup: 19 812 m (65000 ft)
- Vytrvalost: až 4 dny ve výšce 19 812 m
- Zátěž křídel:
- Tah/Hmotnost:

### Výzbroj
- Přístrojové vybavení (senzory) o hmotnosti 204 kb (450 liber).